# Asclepias mtorwiensis
Asclepias mtorwiensis är en oleanderväxtart som beskrevs av Goyder. Asclepias mtorwiensis ingår i släktet sidenörter, och familjen oleanderväxter. Inga underarter finns listade i Catalogue of Life.